# Myrtle Grove (Floride)
Myrtle Grove est une census-designated place du comté d'Escambia, dans l'État de Floride, aux États-Unis. En 2020, elle compte une population de 17 224 habitants.